# Облик владавине
Облик владавине је елемент облика државе, који дефинише систем организације највиших државних органа, поступак њиховог формирања, вријеме активности и надлежности, и редослијед интеракције ових тијела међу собом и са становништвом, као и степен учешћа јавности у њиховом формирању.
- Облик владавине у ужем смислу је организација виших државних органа власти (начин организовања врховне власти у држави).
- Облик владавине у ширем смислу је начин организације и интеракције свих органа власти државе.

Облик владавине не треба мијешати са обликом државне власти и политичким системом државе. Све заједно, те три карактеристике су комплементарне једна другој и описују облик државе.
Облик владавине показује:
- како настају највиши органи власти у држави;
- каква је њихова структура;
- који је принцип у основи интеракције међу државним органима;
- како изградити однос између врховног ауторитета и обичних грађана;
- у којој мјери организација државе омогућава осигурање права и слободе грађана.

Облик владавине је најстарији елемент који карактерише структуру власти, који је почео да се изучава још у Античкој Грчкој. У различитим периодима историје, Облик владавине имао је другачије значење. У аграрном друштву облик владавине је био сведен само на начин избора шефа државе — путем насљеђивања или путем избора. Са распадом феудализма и преласком на индустријско друштво, у пратњи слабљења моћи монарха, јавља се консолидација представника народа, а Облик владавине почео је да се развија. Највећи значај придобило је не то како је протекао пренос власти — путем насљедства или бирањем шефа државе у земљи, него то како је организован однос између шефа државе, скупштине, судства, како да међусобно уравнотеже своја овлашћења, тј. како да подјеле власт.

## Начин утврђивања облика владавине
1. Поступак преноса власти (насљедством или путем избора);
2. Одговорност виших државних органа пред јавношћу (у монархије шеф државе не преузима никакву законску одговорност, за разлику од шефа државе у републици);
3. Подјеле власти између органа државне власти.

## Главни облици владавине

### Монархија
Монархија је облик владавине у којок врховна државна власт током живота припада искључиво шефу државу — монарху, који је стекао пријесто насљедним путем и није одговоран народу.

#### Особине монархије
- Једини шеф државе је монарх;
- Власт се преноси насљедним путем;
- Монарх законски не одговара.

#### Врсте монархије
- Апсолутна монархија је држава у којој је монарх врховни ауторитет у земљи и у његовим рукама је концентрисана потпуна државна власт (Саудијска Арабија, Оман, Катар). Посебна власт је теократска монархија (Ватикан).
- Ограничена монархија је држава у којој поред монарха постоје и други државни органи, који нису потчињени њему, а државна власт је подијељена између виших државних органа, моћ монарха је ограничена посебним актом (уставом) или традицијом. Ограничене монархије можемо подијелити на:
  - Класна-представничка монархија је монархија у којој је власт монарха ограничена на основу традиције формирања критеријума припадности одређеној класи (Земски сабор у Русији,[3] Кортези у Шпанији) и по правилу има савјетодавну улогу.[4] Тренутно овакав облик монархије није на власти нигдје на свијету.
  - Уставна монархија је монархија у којој је власт монарха ограничена на основу специјалног акта (устава), гдје постоји виши орган државне власти, формиран путем избора народних представника (скупштина). Уставна монархија се може подијелити на:
    - Дуалистичка монархија је држава у којој монарх има пуну извршну власт, а има дио и законодавне и судске власти. Представничко тијело постоји у таквом стању и спроводе законодавне функције, али монарх може да наметне вето на усвојене акте и по сопственом нахођењу може да распусти представничко тијело (Јордан, Мароко).
    - Парламентарна монархија је држава у којој монарх само дио остатка традиције и он нема никакве надлежности. Политички систем у таквим монархијама се заснива на принципу подјеле власти (Уједињено Краљевство, Јапан, Данска).